# Begonia aggeloptera
Begonia aggeloptera là một loài thực vật có hoa trong họ Thu hải đường. Loài này được N.Hallé mô tả khoa học đầu tiên năm 1972.